# Kana Uemura
Kana Uemura (Kawanishi, 4 de Janeiro de 1983) é uma cantora de j-pop japonesa.
Ela ficou conhecida em 2010, quando uma canção que ela fez para sua avó chamada Toilet no Kamisama virou uma febre no Japão, e foi baixada 500.000 vezes (250 mil em celulares e 250 mil em pcs).
Com esta canção, Kana ganhou 2 prêmios do Japan Record Award

## Discografia

### Álbuns Originais
| Year | Album information | Chart positions | Total sales |
| ---- | --- | --------------- | ----------- |
| 2006 | Itsumo Waratte Irareru Yō ni (いつも笑っていられるように, "So I Can Always Be Laughing") - Released: 4 January 2006 - Label: King (KICS-1213) - Formats: CD, digital download        | 77              | 10,000      |
| 2007 | Shiawase no Hako o Hiraku Kagi (しあわせの箱を開くカギ, "The Key to Open the Box of Happiness") - Released: 4 January 2007 - Label: King (KICS-1288) - Formats: CD, digital download | 120             | 7,300       |
| 2007 | Ai to Taiyō (愛と太陽, "Love and the Sun") - Released: 7 November 2007 - Label: King (KIZC-15/6) - Formats: CD, digital download                                                     | 62              | 3,300       |

### Self-cover álbum
| Year | Album information | Chart positions | Total sales |
| ---- | --- | --------------- | ----------- |
| 2010 | Kana: My Favorite Things (花菜 ～My Favorite Things～) - Self-cover/collaborations Album - Released: 15 September 2010 - Label: King (KICS-1213) - Formats: CD, digital download | 21              | 22,000      |

### EPs
| Year | Album information | Chart positions | Total sales |
| ---- | --- | --------------- | ----------- |
| 2004 | Kana (花菜) - Charted on singles charts - Released: 30 June 2004 - Label: Bellwood (BZCM-1011) - Formats: CD, digital download                 | —               | —           |
| 2009 | Haru no Sora (春の空, "Spring Sky") - Released: 25 March 2009 - Label: King (KICS-1213) - Formats: CD, digital download                        | 80              | 2,700       |
| 2010 | Watashi no Kakera-tachi (わたしのかけらたち, "My Pieces") - Released: 10 March 2010 - Label: King (KIZC-59/60) - Formats: CD, digital download | 10              | 117,000     |

### Singles
| Release | Title | Notes                                                                                                   | Chart positions       | Chart positions         | Chart positions     | Oricon sales | Album                          |
| Release | Title | Notes                                                                                                   | Oricon singles charts | Billboard Japan Hot 100 | RIAJ digital tracks | Oricon sales | Album                          |
| ------- | --- | --- | --------------------- | ----------------------- | ------------------- | ------------ | ------------------------------ |
| 2005    | "Taisetsu na Hito" (大切な人, "Important One")                                                                    | | 73                    | —                       | —                   | 3,000        | Itsumo Waratte Irareru Yō ni   |
| 2005    | "Milk Tea" (ミルクティー, Miruku Tī)                                                                              | | 85                    | —                       | —                   | 3,800        | Itsumo Waratte Irareru Yō ni   |
| 2005    | "Kiseki/Koi no Mahō" (キセキ/恋の魔法, "Miracle/The Magic of Love")                                               | | 75                    | —                       | —                   | 2,300        | Itsumo Waratte Irareru Yō ni   |
| 2006    | "Yasashisa ni Tsutsumareta Nara" (やさしさに包まれたなら, "If You Wrap Yourself in Kindness")                     | Yumi Matsutoya cover                                                                                    | 49                    | —                       | —                   | 5,600        | Shiawase no Hako o Hiraku Kagi |
| 2006    | "Kami Hikōki" (紙ヒコーキ, "Paper Plane")                                                                         | | 79                    | —                       | —                   | 2,000        | Shiawase no Hako o Hiraku Kagi |
| 2006    | "Hikari to Kage" (光と影, "Light and Dark")                                                                       | | 90                    | —                       | —                   | 6,200        | Shiawase no Hako o Hiraku Kagi |
| 2007    | "Only You" | Digital single, written by Sandi Thom                                                                   | —                     | —                       | —                   | —            | Ai to Taiyō                    |
| 2007    | "Anata no Sono Egao wa Ii Hint ni Naru" (あなたのその笑顔はいいヒントになる, "That Face of Yours Is a Good Hint") | | 85                    | —                       | —                   | 1,200        | Ai to Taiyō                    |
| 2008    | "Shalala" (シャララ)                                                                                              | | 60                    | 34                      | —                   | 1,500        | Haru no Sora                   |
| 2009    | "Bless/Haru ni Shite Kimi o Omou" (BLESS/春にして君を想う, "BLESS/I Think of You in Spring")                      | Sold only in the Kansai region for the promotion by Mainichi Broadcasting System, Inc. in February 2009 | 188                   | 26                      | —                   | 400          | Haru no Sora                   |
| 2010    | "Toilet no Kamisama" (トイレの神様, "Goddess in the Toilet")                                                      | Initially released as a promotional single                                                              | 1                     | 1                       | 1                   | 137,000      | Watashi no Kakera-tachi        |
| 2011    | "My Favorite Songs/Sekaiichi Gohan" (My Favorite Songs/世界一ごはん, "My Favorite Songs/The World's Best Meal")   | | 41                    | ―                       | —                   | 4,900        | TBA                            |
| 2012    | "Message" (メッセージ, Messēji)                                                                                   | Theme song of the film "Magic Tree House"                                                               | 64                    | 3                       | TBA                 | 1,500        | TBA                            |